# Exèrcit de l'Imperi Otomà

Escut d'armes de l'Imperi Otomà

L' Exèrcit de l'Imperi Otomà  va ser un dels artífexs del domini otomà sobre grans territoris a Europa (els Balcans) i l'Orient Mitjà entre els segles XV i XX. L'exèrcit otomà es basava en un complex sistema de reclutament i possessions feudals en compensació per un suport militar. A l'exèrcit otomà, la cavalleria lleugera va constituir durant molt de temps el gruix de les seves tropes i se'ls van atorgar feus denominats timar. La cavalleria va emprar arcs i espases curtes i va fer ús de tàctiques militars nòmades similars a les de l'Imperi Mongol. L'exèrcit otomà va ser en el seu dia una de les tropes més avançades del món; per exemple, va ser dels primers a emprar mosquets i arcabussos. D'altra banda, el famós Cos dels geníssers va proporcionar tropes d'elit i va ser la guàrdia pretoriana del sultà.
Després del segle xvii, però, els otomans no van poder disposar d'una tropa de combat moderna a causa d'una manca de reformes, principalment per la corrupció estesa entre els geníssers. L'abolició de la Guàrdia Geníssera el 1826 no va ser suficient, i en la guerra contra Rússia, l'Imperi Otomà no va tenir ni l'armament ni la tecnologia moderna per poder fer front a l'enemic.
La modernització de l'Imperi Otomà al segle xix va començar amb l'exèrcit. Aquesta va ser la primera institució otomana a buscar els serveis d'experts estrangers, així com es van enviar nombrosos oficials a països d'Europa Occidental per adquirir coneixements militars. La tecnologia i les noves armes van ser transferides a l'imperi, com armes de foc alemanyes i britàniques, una Força Aèria i una Marina moderna. L'Imperi va tenir èxit en modernitzar el seu exèrcit. No obstant, això no va ser eficaç de cap manera davant les principals potències occidentals de l'època, que van assistir al seu declivi i final on va tenir un pes important la batalla d'Adrianòpolis (1913).

## Cossos militars

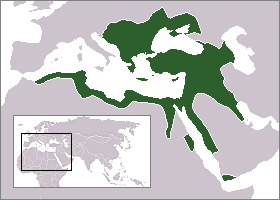
Mapa de l'Imperi Otomà.

### Terrestres

#### Basi-bozuk
Un bashi-bozuk (en turc başıbozuk, que significa desorganitzat, mancat de lideratge) era un soldat irregular (mercenari) de l'exèrcit otomà.
Encara que les tropes otomanes sempre van constar d'aventurers bashi-bazouk, així com de soldats regulars, les contínues tensions en el sistema feudal otomà provocades principalment per l'ampliació de les extensions de l'Imperi Otomà van fer que anés depenent d'aquests soldats irregulars.

#### Geníssers

Il·lustració amb geníssers.

Els geníssers (en turc yeniceri, que significa noves tropes/soldats) constituïen unitats d'infanteria ensinistrades -no en va eren l'elit de l'exèrcit otomà- i moltes vegades empraven captius cristians. Entre les seves moltes missions destacava la de ser els encarregats de la custòdia i salvaguarda del Sultà otomà, així com de les dependències de palau, sent considerats la seva guàrdia pretoriana. Tenen el seu origen al segle xiv (1330) i van ser abolits (i massacrats) pel Sultà Mahmud II el 1826.

##### Yerlica
A l'Imperi Otomà del segle xvii, yerlica era un terme emprat per descriure els geníssers que havien estat destinats a un centre urbà o una població de mida mitjana un nombre considerable d'anys enrere i s'havien integrat totalment en els seus voltants, sovint exercint papers importants en la vida comercial i política de la zona.

##### Kapikulu
Un altre subgrup de geníssers va ser conegut com a kapikulu: aquests no eren més que geníssers que havien estat enviats per ordre directa del Sultà. En general, els kapikulu eren molt més lleials a la Sublim Porta que els yerliyya. En moltes regions de l'Imperi hi va haver enfrontaments i disputes entre aquests dos grups, que van persistir fins que els geníssers van ser abolits el 1826.

### Cavalleria

#### Sipahi

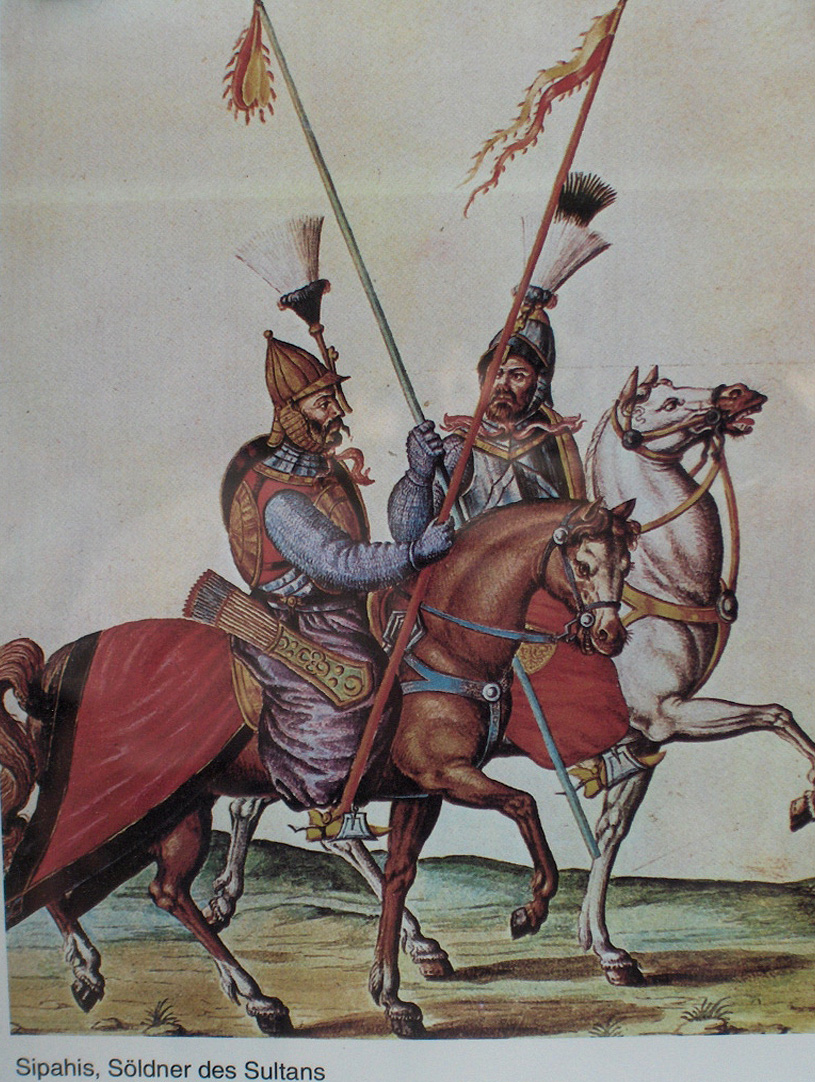
Il·lustració amb dos sipahis.

Els sipahi eren una tropa d'elit muntada inclosa a les sis divisions de la cavalleria de l'exèrcit de l'Imperi Otomà. El nom prové del سپاهی persa Sepâhi, que significa "soldat", i té la mateixa arrel que "sepoy". L'estatus dels sipahi s'assemblava al dels cavallers europeus medievals. El sipahi era el titular d'un feu (timar) concedit directament pel sultà otomà, i tenia dret a tots els ingressos del mateix a canvi dels seus serveis com a militar. Els pagesos del timar eren posteriorment afegits al mateix.

#### Akıncı

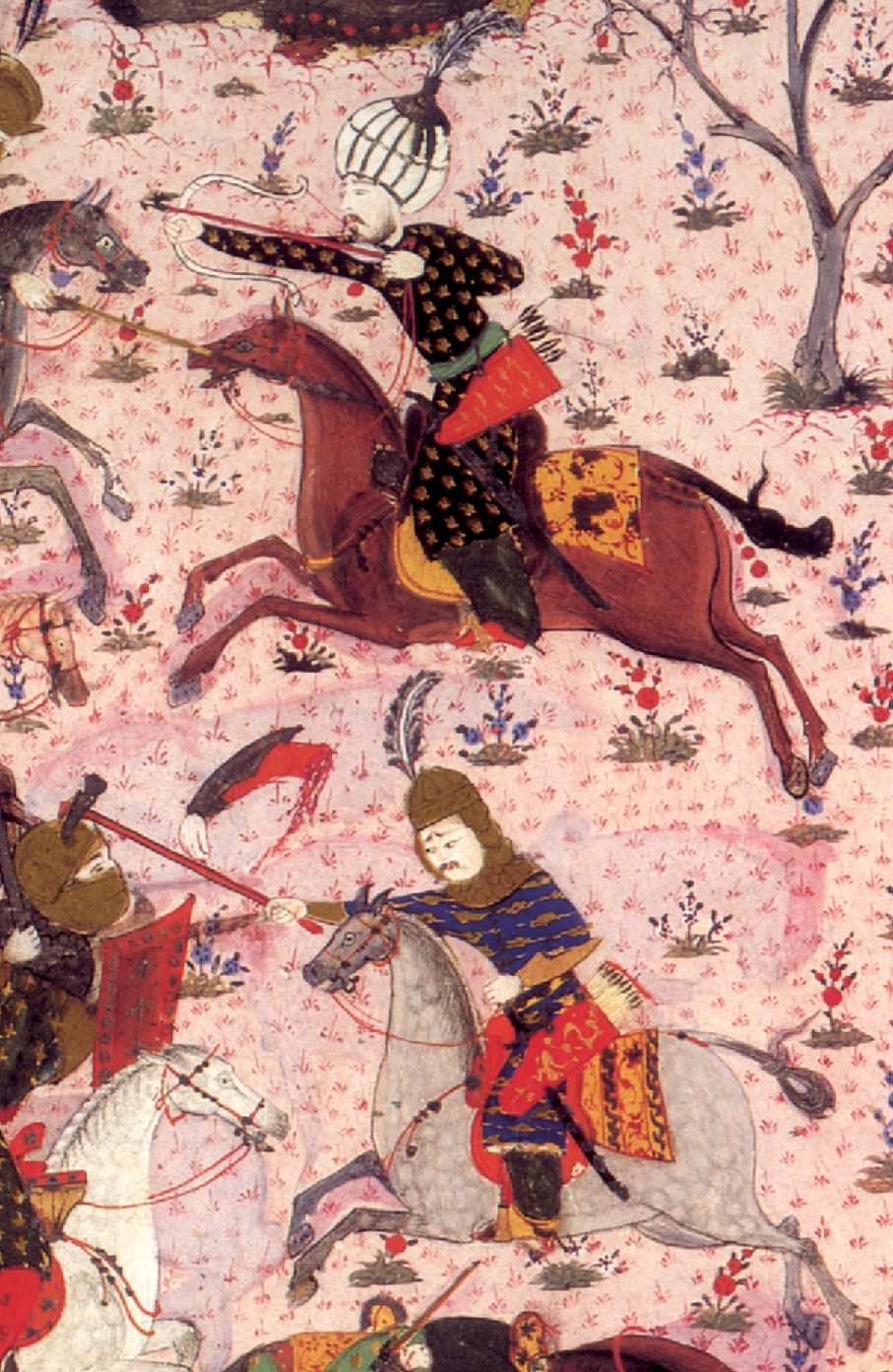
Dos akıncı a la batalla de Mohács (1526). Vegeu la diferència d'armes.

Akıncı era la divisió de cavalleria lleugera de l'exèrcit otomà. Era una de les primeres divisions a fer front als militars contraris i eren coneguts pel seu valor en la batalla.

### Armada otomana

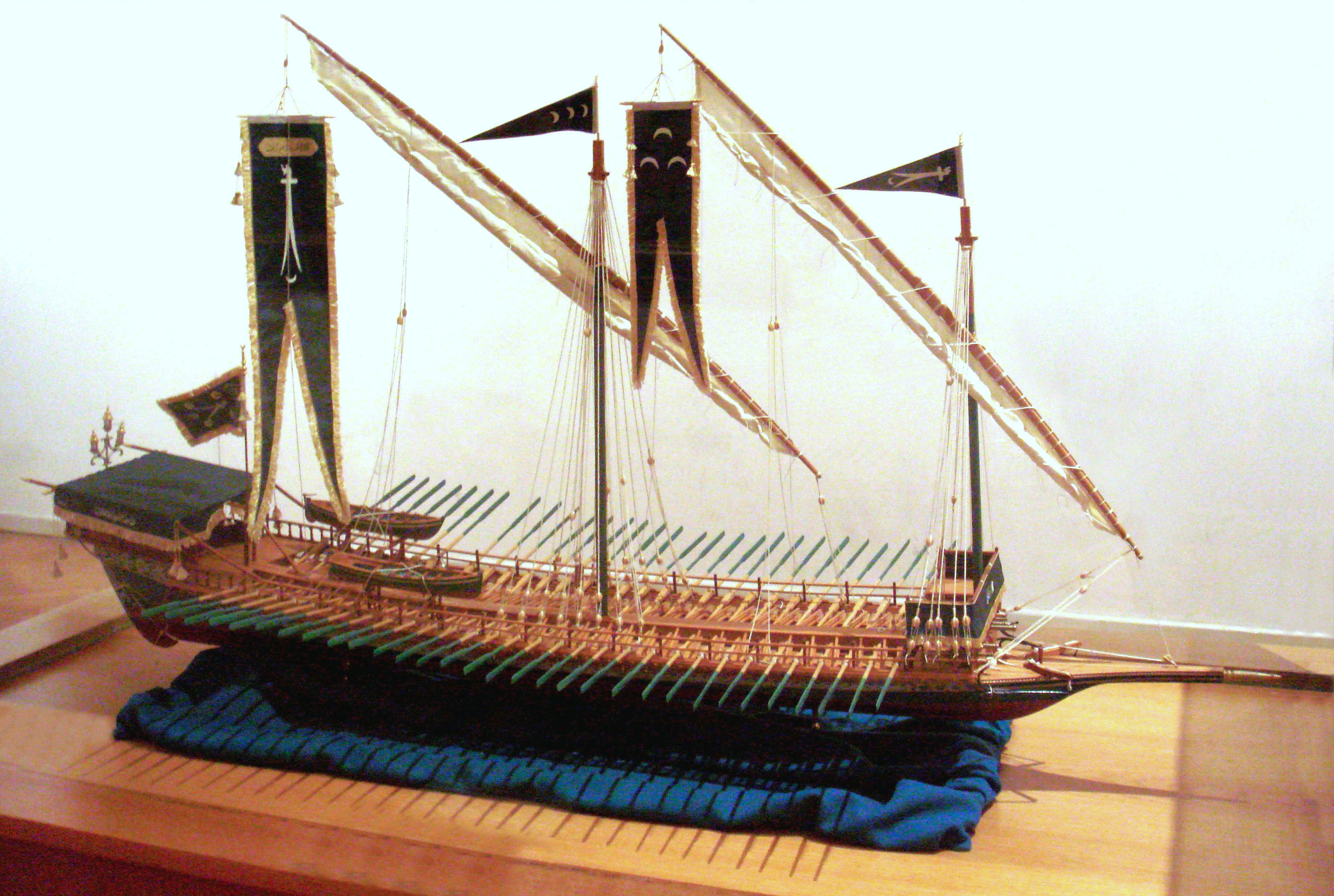
Maqueta d'una galera.

Els otomans no arribarien fins al mar Mediterrani fins a finals del segle xi. En aquells dies, els otomans, un poble estepari i nòmada al servei del sultanat seljúcida no coneixia res sobre els vaixells i en van haver d'aprendre. Mostra d'això és que haguessin de fer servir en el seu vocabulari naval paraules d'orígens tan diversos com de les zones Hel·lènica, Ibèrica i Itàlica. En van aprendre ràpid, i al segle xii ja comptaven amb una armada que, segons es creia llavors, podia desafiar l'Imperi Romà d'Orient. Aquesta inesperada rapidesa donava mostres de la bona organització i motivació dels turcs otomans per aconseguir un territori propi. Al segle xiii, els turcs controlaven gairebé tota la costa d'Anatòlia i van preparar una armada per conquerir Creta el 1341. Al segle xv, l'expansionisme otomà va portar la seva flota fins a les costes balcàniques i italianes. Al segle xvi, la marina de guerra otomana es trobava en el seu apogeu. Les successives victòries sobre les flotes cristianes de Roma i Espanya semblaven donar empenta a la flota, arribant a fer incursions en aigües espanyoles i africanes. El punt culminant d'aquest poder naval es donaria a la batalla de Preveza.
El declivi de la flota otomana és sens dubte la derrota de la flota otomana a la batalla de Lepant de 1571, donant pas, amb el declivi en paral·lel de l'Imperi Otomà, al subdesenvolupament posterior de l'armada fins a la caiguda de l'imperi.